# 12-й Одеський міжнародний кінофестиваль

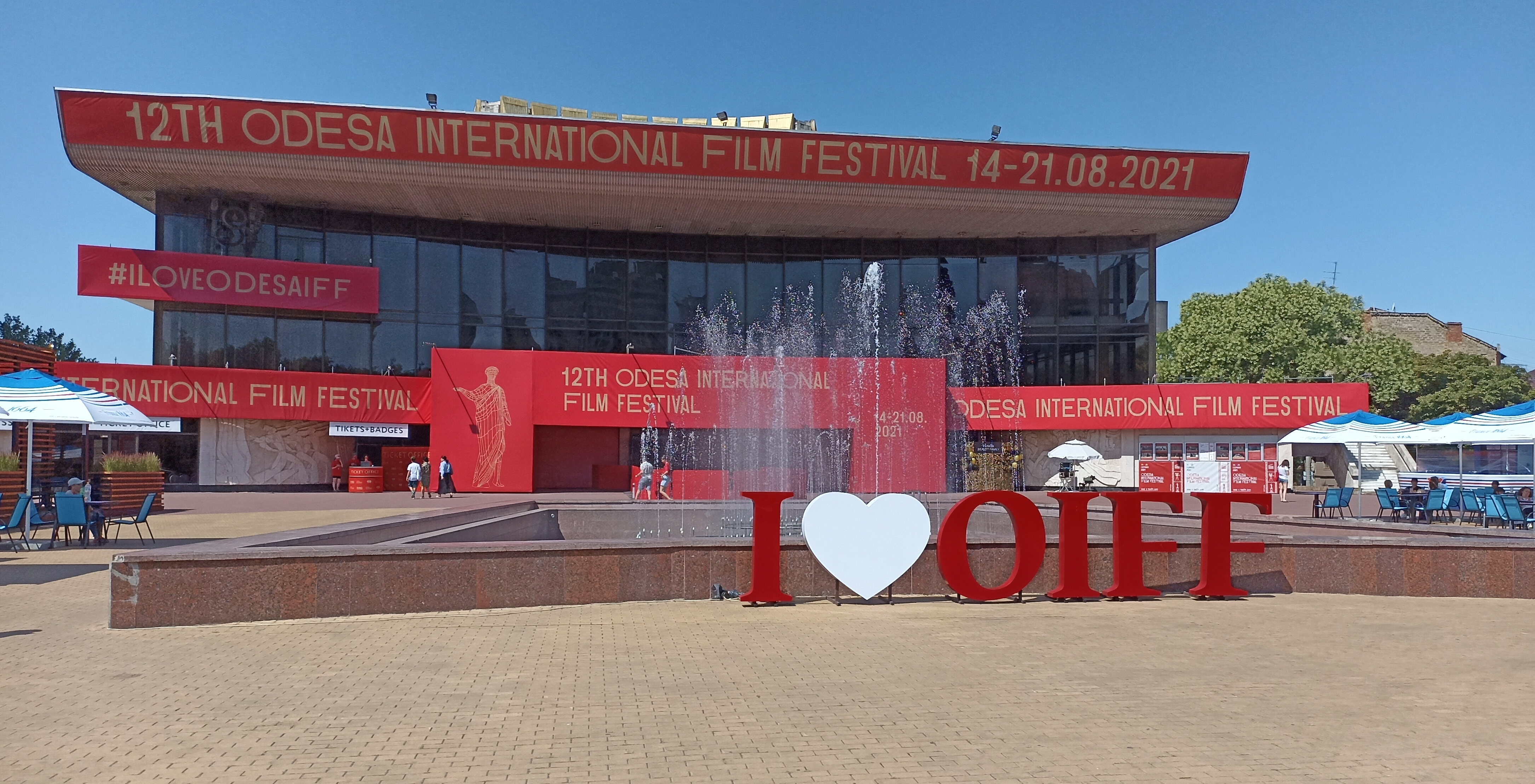

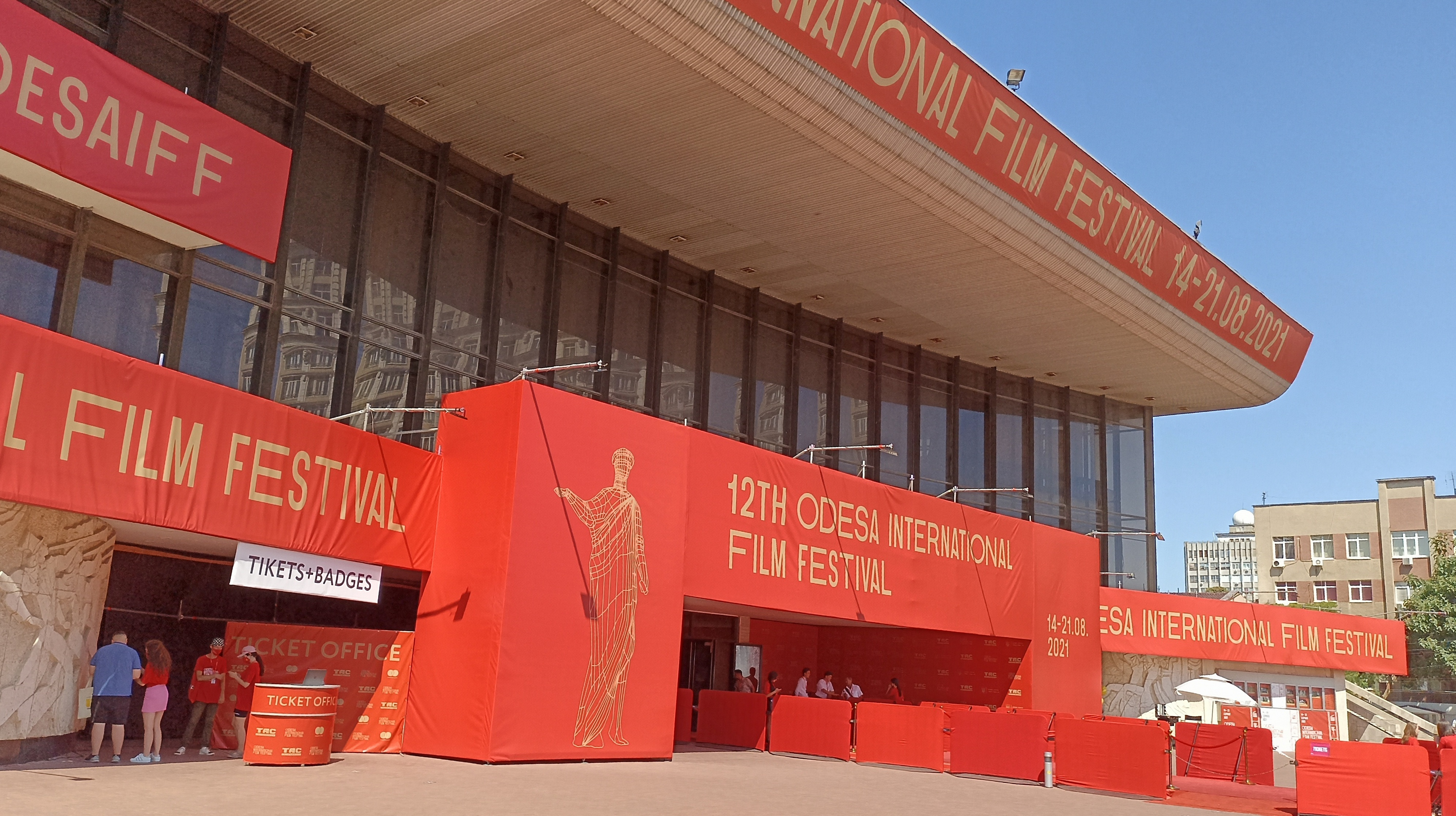
Фестивальний палац під час 12-го ОМКФ.

12-й Одеський міжнародний кінофестиваль проходив із 14 до 21 серпня 2021 року в Одесі, Україна. Фестиваль цього року був приурочений до 30-річчя незалежності України з акцентом на національне кіно. Єдиною конкурсною програмою фестивалю був Національний конкурс (повний і короткий метр), переможці якого отримали нагороди за найкращий фільм, найкращу режисуру та найкращі акторські роботи. Фільмом закриття кінофестивалю став фільм режисера Чарлі Чапліна «Малюк», показ якого вперше в історії фестивалю відбувся на Потьомкінських сходах Одеси.
Гостями цьогорічного фестивалю стали дворазовий номінант на кінопреію «Золотий глобус» та премію Британської кіноакадеії BAFTA німецький актор Даніель Брюль та кінопродюсер Мальте Ґрунерт, які представили на фестивалі свій спільний фільм «Поганий сусід» та провели майстер-клас, яким відкрили Літню кіношколу 12-го ОМКФ.

## Перебіг фестивалю
22 грудня 2020 було оголошено, що 12-й Одеський міжнародний кінофестиваль розпочне прийом фільмів на участь у конкурсних програмах у лютому 2021 року.
28 січня 2021 було оголошено дати проведення 12-го Одеського міжнародного кінофестивалю у 2021 році (14-21 серпня) та представлено нову команду керівного складу фестивалю, до якої увійшли виконавча директорка ОМКФ Анна Мачух, операційна директорка ОМКФ Катерина Звєздіна та директор зі стратегічного розвитку ОМКФ Олександр Холоденко. Незалежну відбіркову комісію фестивалю очолив Алік Шпилюк. PR-директоркою фестивалю залишилися, як і раніше, Тетяна Власова.
2 липня 2021 Одеський МКФ оголосив, що ведучими церемоній відкриття (14 серпня) та закриття (21 серпня) 12-го Одеського міжнародного кінофестивалю стануть Яніна Соколова та Олег Панюта.
23 липня 2021 12-й ОМКФ оголосив програму фестивалю. На пресконференції, яка розпочалася 22 липня, було оголошено програму Національного конкурсу, частину позаконкурсних програм та спеціальні події. До Національної конкурсної програми 12-го Одеського міжнародного кінофестивалю увійшли 6 повнометражних та 8 короткометражних фільмів. До ретроспективи українських фільмів «Незалежні», показ якої в межах 12-го ОМКФ організовано спільно з Довженко-Центром, увійшли найкращі кінороботи, зняті за 30 років незалежності України та добірка короткометражних стрічок. Були також оголошені позаконкурсні програми «Фестиваль фестивалів», «Гала-прем'єри» та «Українські Гала-прем'єри».
3 серпня 2021 Одеський ОМКФ оголосив програму секції Film Industry Office, яка проходила в рамках 12-го ОМКФ з 15 до 20 серпня та включала таку програму заходів, як презентації, лекції, програми Works In Progress та Пітчинг кінопроєктів, панельні дискусії, круглі столи тощо. Загалом до списку учасників секції увійшло 10 проєктів
4 серпня 2021 було оголошено склад міжнародного журі 12-го Одеського ОМКФ, до якого увійшли режисерка Дар'я Жук (голова журі, Білорусь), режисер Елі Ґраппе (Франція/Швейцарія), продюсер Жан-Шарль Леві (США), акторка Оксана Черкашина (Україна) та фестивальний менеджер Звіад Елізіані (Грузія).

## Склад журі

### Національний конкурс
До складу журі Національного конкурсу (повнометражного і короткометражного) увійшли:
| Ім'я та прізвище | Ім'я та прізвище | Професія              | Країна             |
| ---------------- | ---------------- | --------------------- | ------------------ |
|                  | Дар'я Жук        | режисерка             | Білорусь           |
|                  | Елі Ґраппе       | режисер               | Франція/ Швейцарія |
|                  | Жан-Шарль Леві   | продюсер              | США                |
|                  | Оксана Черкашина | акторка               | Україна            |
|                  | Звіад Елізіані   | фестивальний менеджер | Грузія             |

### Журі ФІПРЕССІ
До складу журі Міжнародної федерації кінопреси (ФІПРЕССІ) увійшли:
| Ім'я та прізвище | Ім'я та прізвище | Професія      | Країна   |
| ---------------- | ---------------- | ------------- | -------- |
|                  | Божидар Манов    | кінокритик    | Болгарія |
|                  | Діана Мартіросян | кінокритикиня | Вірменія |
|                  | Наталія Мусієнко | кінознавець   | Україна  |

## Програма фестивалю
| Лауреат Гран-прі «Золотий Дюк» виділений окремим кольором. |

| Найкращий фільм виділений окремим кольором. |

Фільми, які увійшли до програм фестивалю:

### Національний конкурс

#### Повнометражні фільми
| Українська назва     | Режисер(и)            | хв. | Рік  | Країна виробництва |
| -------------------- | --------------------- | --- | ---- | ------------------ |
| Із зав'язаними очима | Тарас Дронь           | 105 | 2020 | Україна            |
| Королі репу          | Мирослав Латик        | 100 | 2021 | Україна            |
| Національний музей   | Андрій Загданський    | 92  | 2021 | Україна            |
| Простір              | Дмитро Томашпольський | 101 | 2021 | Україна            |
| Стоп-Земля           | Катерина Горностай    | 122 | 2021 | Україна            |
| Суперник             | Маркус Ленц           | 96  | 2020 | Німеччина/ Україна |

#### Короткометражні фільми
| Українська назва  | Режисер(и)          | хв. | Рік  | Країна виробництва |
| ----------------- | ------------------- | --- | ---- | ------------------ |
| Біжи, Таню, біжи  | Софія Поліщук       | 22  | 2021 | Україна            |
| Непотрібні речі   | Дмитро Лісенбарт    | 14  | 2021 | Україна            |
| Друга хвиля       | Марія Стоянова      | 5   | 2021 | Україна            |
| Папині кросівки   | Ольга Журба         | 18  | 2021 | Україна            |
| Ніч Леополіса     | Нікон Романченко    | 26  | 2021 | Україна            |
| Марія             | Влад Одуденко       | 15  | 2021 | Україна            |
| Тигр блукає поруч | Анастасія Фалілеєва | 12  | 2021 | Україна            |
| Хороший хлопчик   | Марія Пономарьова   | 15  | 2021 | Україна            |

### Позаконкурсна програма

#### Фестиваль фестивалів
| Українська назва                | Оригінальна назва           | Режисер                            | Рік  | Країна виробництва                                                   |
| ------------------------------- | --------------------------- | ---------------------------------- | ---- | -------------------------------------------------------------------- |
| Аннетт                          | Annette                     | Леос Каракс                        | 2021 | Франція / Мексика / США / Швейцарія / Бельгія / Японія / Німеччина   |
| Велика свобода                  | Grosse Freiheit             | Себастіан Майзе                    | 2021 | Австрія / Німеччина                                                  |
| Герой                           | Ghahreman                   | Асгар Фархаді                      | 2021 | Франція / Іран                                                       |
| Криптозоопарк                   | Cryptozoo                   | Деш Шо                             | 2021 | США                                                                  |
| Найгірша людина у світі         | Verdens verste menneske     | Йоакім Трієр                       | 2021 | Норвегія / Франція / Швеція / Данія                                  |
| Ольга                           | Olga                        | Елі Ґраппе                         | 2021 | Швейцарія / Україна                                                  |
| Пам'ять                         | Memoria                     | Апічатпон Вірасетакул              | 2021 | Колумбія / Мексика / Франція / Велика Британія / Таїланд / Німеччина |
| Снігу більше ніколи не буде     | Śniegu już nigdy nie będzie | Малгожата Шумовська, Міхал Енглерт | 2020 | Польща / Німеччина / Нідерланди                                      |
| Титан                           | Titane                      | Джулія Дюкурно                     | 2021 | Франція / Бельгія                                                    |
| Чоловік, який продав свою шкіру | The Man Who Sold His Skin   | Каутер Бен Ганія                   | 2020 | Туніс / Франція / Бельгія / Німеччина / Швеція / Туреччина           |

#### Гала-прем'єри
| Українська назва            | Оригінальна назва | Режисер             | Рік     | Країна виробництва                        |
| --------------------------- | ----------------- | ------------------- | ------- | ----------------------------------------- |
| Ґунда                       | Gunda             | Віктор Косаковський | 2021    | Норвегія / США / Велика Британія          |
| Коханці                     | Amants            | Ніколь Гарсія       | Франція |                                           |
| Легенда про Зеленого лицаря | The Green Knight  | Девід Лоурі         | 2021    | Ірландія / Канада / США / Велика Британія |
| Наплив                      | Surge             | Анейл Карія         | 2020    | Велика Британія                           |
| Поганий сусід               | Nebenan           | Даніель Брюль       | 2021    | Німеччина / США                           |
| Спокуса/Бенедетта           | Benedetta         | Пол Верговен        | 2021    | Франція / Нідерланди                      |

#### Українські Гала-прем'єри
| Українська назва             | Режисер(и             | хв. | Рік  | Країна виробництва                |
| ---------------------------- | --------------------- | --- | ---- | --------------------------------- |
| Сторонній                    | Дмитро Томашпольський | 90  | 2019 | Україна                           |
| Цей дощ ніколи не скінчиться | Аліна Горлова         | 103 | 2020 | Україна/ Латвія/ Німеччина/ Катар |
| Рози. Фільм-кабаре           | Ірена Стеценко        | 77  | 2021 | Україна                           |
| Чому я живий                 | Віллен Новак          | 120 | 2021 | Україна                           |
| Водуруду                     | Анатолій Сачивко      | 75  | 2021 | Україна                           |

#### Українська ретроспектива: Незалежні

##### Повнометражні фільми
| Українська назва              | Режисер(и              | хв. | Рік  | Країна виробництва             |
| ----------------------------- | ---------------------- | --- | ---- | ------------------------------ |
| Кисневий голод                | Андрій Дончик          | 92  | 1991 | Україна/ Канада                |
| Шамара                        | Наталія Андрійченко    | 105 | 1994 | Україна                        |
| Приятель небіжчика            | В'ячеслав Криштофович  | 110 | 1995 | Україна/ Франція               |
| Настроювач                    | Кіра Муратова          | 154 | 2004 | Україна/ Росія                 |
| Щастя моє                     | Сергій Лозниця         | 127 | 2010 | Україна/ Німеччина/ Нідерланди |
| Плем'я                        | Мирослав Слабошпицький | 132 | 2014 | Україна/ Нідерланди            |
| Земля блакитна, ніби апельсин | Ірина Цілик            | 74  | 2020 | Україна/ Литва                 |

##### Короткометражні фільми
| Українська назва            | Режисер(и                        | хв. | Рік  | Країна виробництва |
| --------------------------- | -------------------------------- | --- | ---- | ------------------ |
| Як козаки у хокей грали     | Володимир Дахно, Тадеуш Павленко | 18  | 1995 | Україна            |
| Лист до Америки             | Кіра Муратова                    | 20  | 1999 | Україна            |
| Йшов трамвай дев'ятий номер | Степан Коваль                    | 10  | 2002 | Україна            |
| Засипле сніг дороги…        | Євген Сивокінь                   | 7   | 2004 | Україна            |
| Подорожні                   | Ігор Стрембіцький                | 10  | 2005 | Україна            |
| Крос                        | Марина Врода                     | 15  | 2011 | Україна/ Франція   |
| Кохання                     | Микита Лиськов                   | 14  | 2019 | Україна            |

## Нагороди
Нагороди були розподілені наступним чином:

### Офіційні нагороди
Гран-прі «Золотий Дюк»
- «Стоп-Земля» (реж. Катерина Горностай),  Україна

Національний конкурс
- Найкращий український повнометражний фільм — «Стоп-Земля» (реж. Катерина Горностай),  Україна
- Найкращий український короткометражний фільм — «Папині кросівки» (реж. Ольга Журба),  Україна
- Найкраща режисерська робота — Нікон Романченко за фільм «Leopolis night»,  Україна
- Найкраща акторська робота в національному конкурсі — команда непрофесійних акторів-підлітків у складі: Марія Федорченко, Арсеній Марков, Яна Ісаєнко та Олександр Іванов (за ролі у фільмі «Стоп-Земля»),  Україна
- Спеціальна відзнака журі — «Суперник[de]» (реж. Маркус Ленц),  Німеччина /  Україна

«Золотий дюк» за внесок у кіномистецтво
- Почесний «Золотий Дюк» за внесок у кінематограф — Євген Сивокінь, кінорежисер, аніматор,  Україна
- Спеціальна премія за внесок у світове кіномистецтво «Золотий Дюк» — Террі Гілліам, режисер,  США

### Незалежні нагороди
Приз ФІПРЕССІ
- Найкращий український повнометражний фільм — «Із зав'язаними очима» (реж. Тарас Дронь)
- Найкращий український короткометражний фільм — «Папині кросівки» (реж. Ольга Журба)

### Film Industry Office
Пітчинг
- Перше місце — «Віра» (реж. Марина Степанська). Нагорода — 60 тис. грн від генерального медіапартнера ОМКФ телеканалу «Україна».
- Друге місце — «Демони» (реж. Наталія Ворожбит). Нагорода — 30 тис. грн від офіційного партнера ОМКФ izibank.
- Третє місце — «Вакуум» (реж. Єлізавета Сміт). Нагорода — 25 тис. грн від медіапартнера ОМКФ oll.tv.
- Спеціальна відзнака журі — «Дім» (реж. Ор Сінай)